# Alberto Domínguez
Alberto Domínguez (San Cristóbal de Las Casas, 21 aprile 1906 – Città del Messico, 2 settembre 1975) è stato un compositore messicano.
Era nato a San Cristóbal de Las Casas, nello stato del Chiapas. Due delle sue composizioni «Frenesí» e  «Perfidia» dagli anni '40 in poi sono divenuti dei successi internazionali. Nel 1945 era stato uno dei fondatori della Sociedad de Autores y Compositores de México (Società degli Autori e Compositori del Messico).

## Biografia
Alberto Domínguez era il quarto dei diciotto figli della coppia formata da Abel Domínguez Ramírez e Amalia Borraz Morillo. All'età di soli otto anni ha composto le sue prime canzoni. In seguito studiò pianoforte alla Escuela Libre de Música e al Conservatorio Nazionale di Musica del Messico. Ha iniziato la sua carriera musicale con i fratelli Abel e Armando formando il gruppo Los Hermanos Domínguez. Nel 1939 compose Frenesí, un brano per marimba che è divenuto immediatamente uno standard jazz ed aveva ottenuto un grande successo negli Stati Uniti. Poco dopo compose Perfidia che lo consacrò al successo internazionale.